# Aagot Didriksen
Aagot Didriksen, född den 3 juli 1874 i Kristiansand, död den 19 mars 1968, var en norsk skådespelare.
Hon var under hela sin karriär knuten till Nationaltheatret, 1899–1939. Hon är känd för sin framställning av sina svala, resignerade kvinnorollfigurer som Agnes och fru Linde hos Ibsen, fru Tjælde hos Bjørnson och fru Blom i Tante Ulrikke av Gunnar Heiberg. Bland hennes övriga roller märks Rakel i Over Ævne, Bolette i Frun från havet och Ofelia i Hamlet.

## Filmografi (urval)
Enligt Internet Movie Database:
- 1931 – Det stora barndopet
- 1933 – Vi som går kjøkkenveien
- 1937 – Tattarbruden
- 1940 – Tørres Snørtevold